# Alternaria calendulae
Alternaria calendulae är en svampart som beskrevs av Ondrej 1974. Alternaria calendulae ingår i släktet Alternaria och familjen Pleosporaceae.  Arten är reproducerande i Sverige. Inga underarter finns listade i Catalogue of Life.